# Mannerheimvägen

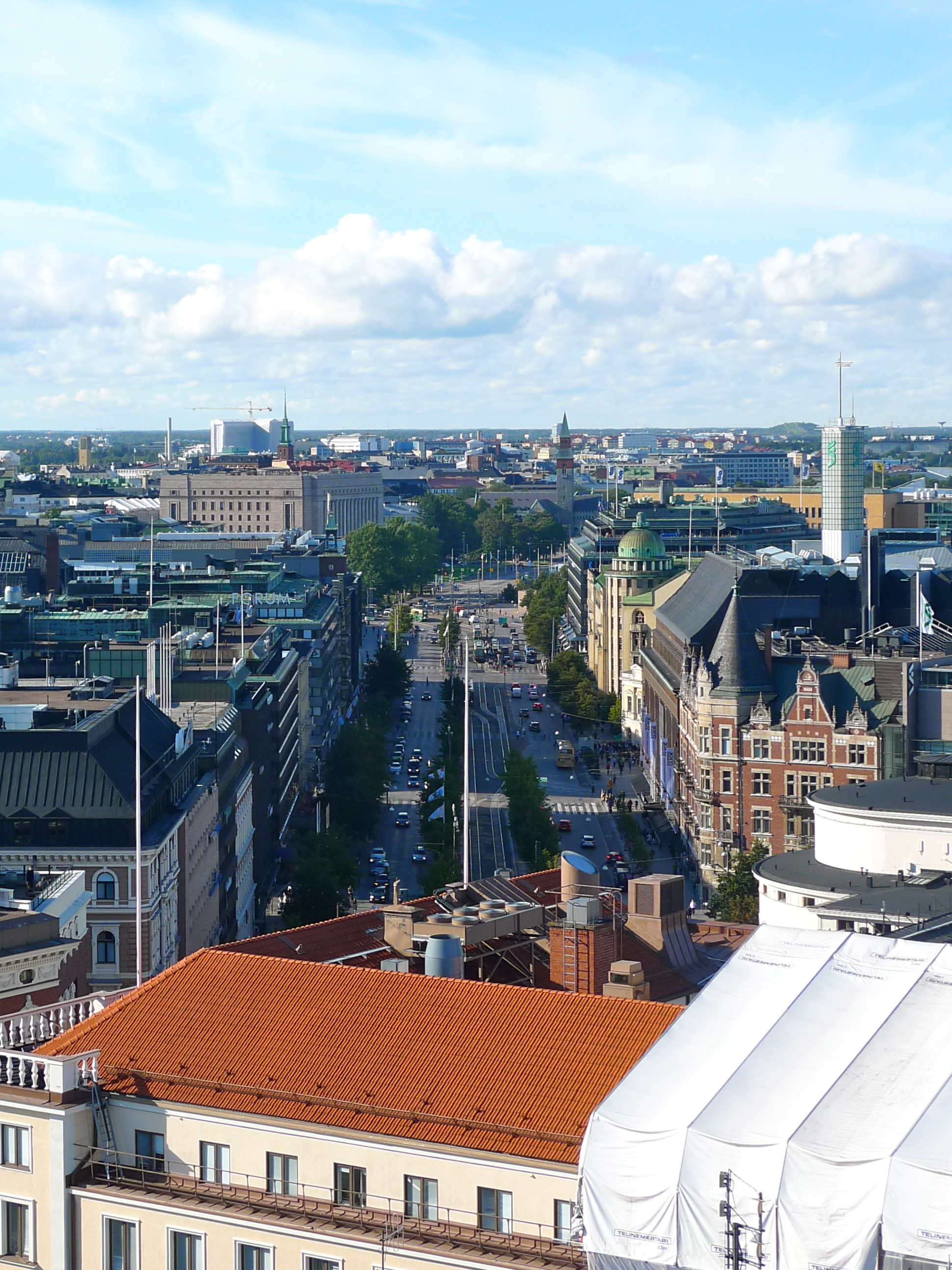
Början av Mannerheimvägen från Skillnadens brandstations torn.

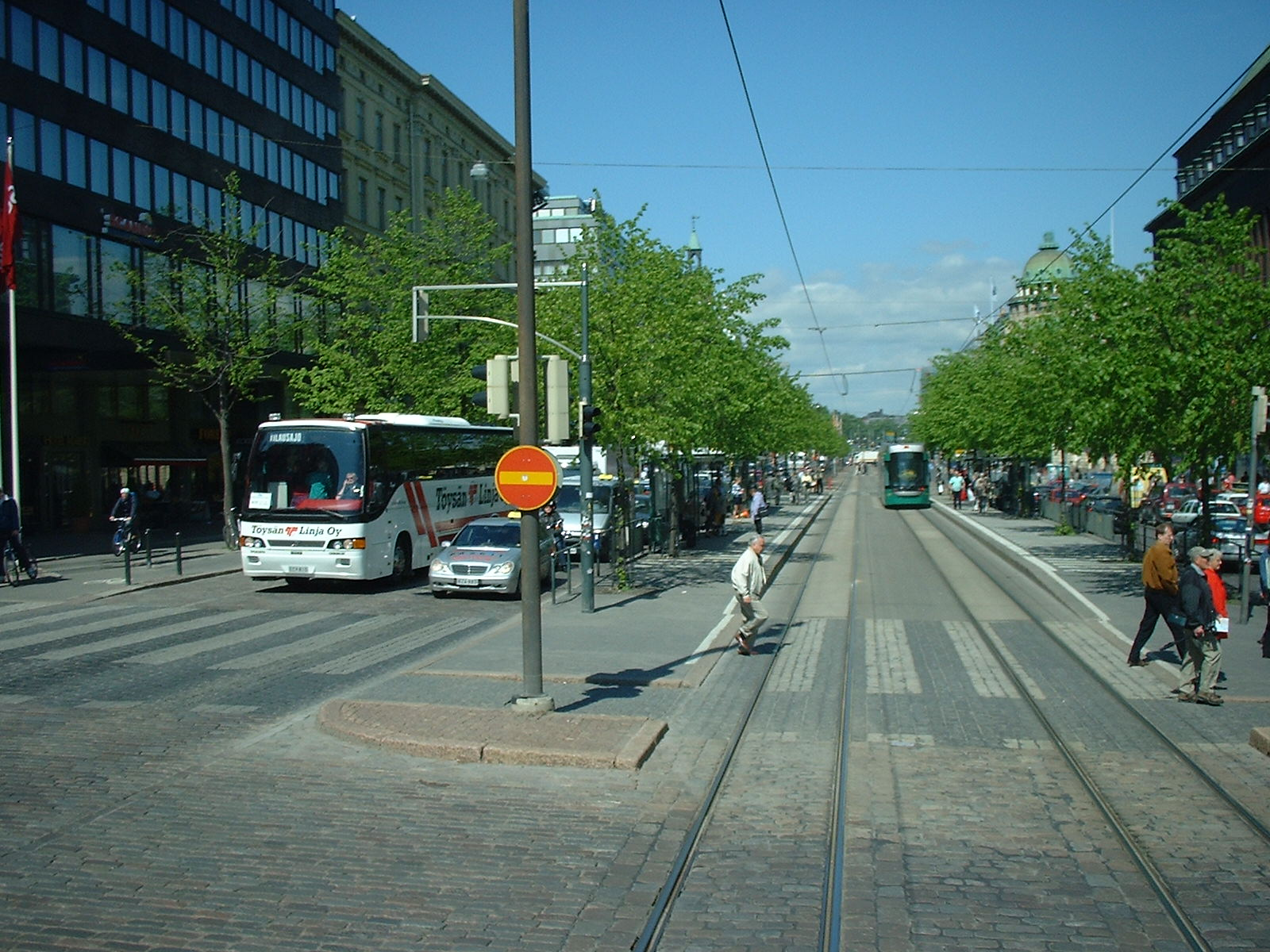
Mannerheimvägen i Helsingfors centrum

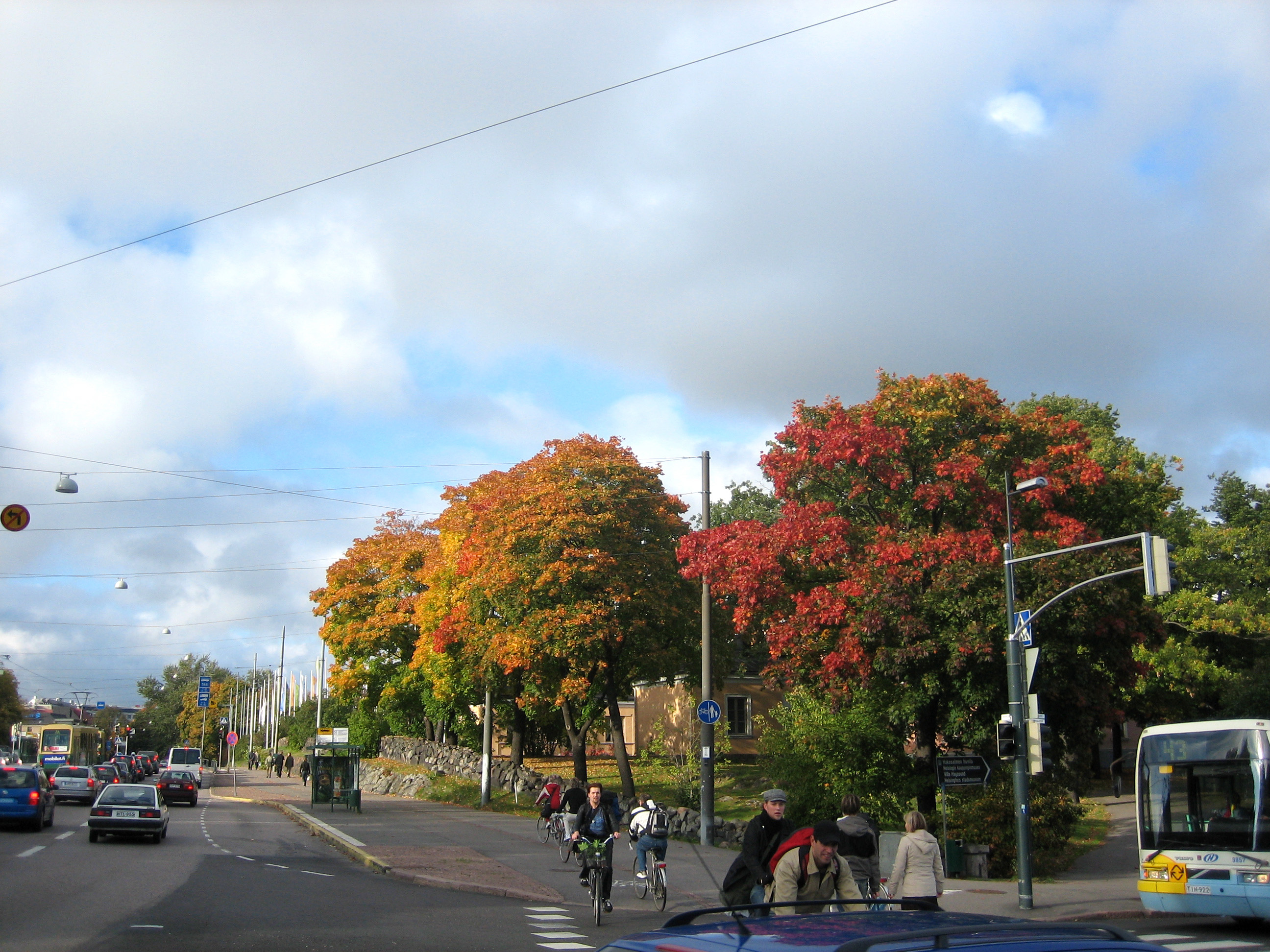
Höstfärger vid Karamzinsgatans korsning

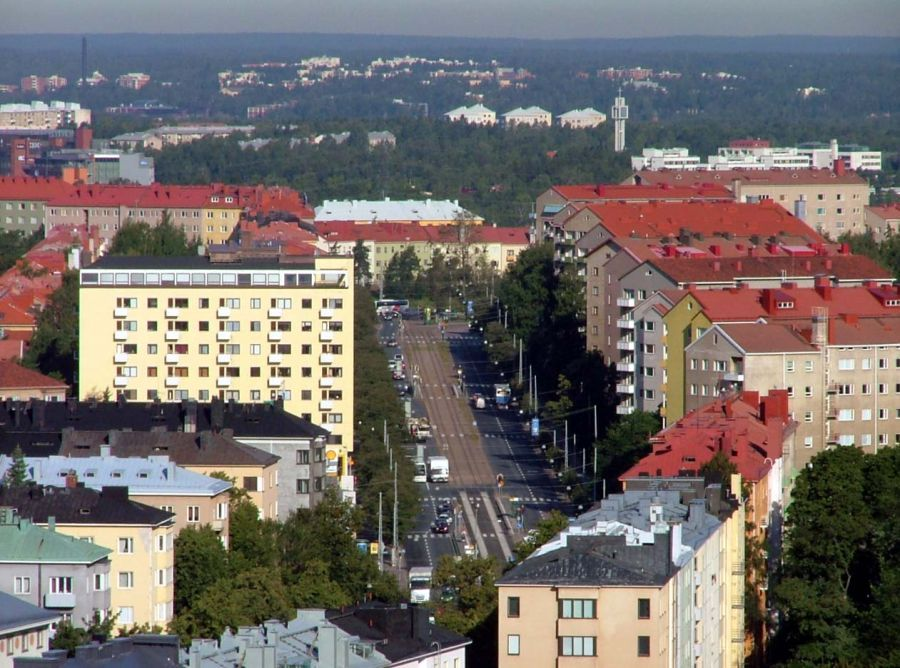
Mannerheimvägen löper mellan stadsdelarna Dal och Mejlans

Mannerheimvägen (finska: Mannerheimintie) är en huvudgata i Helsingfors. Vägen har tidigare hetat Henriksgatan (Östra/Västra), Åbovägen, Västra chausséen och kallas populärt för Manskun. Sitt namn har Mannerheimvägen fått efter marskalken och senare presidenten Gustaf Mannerheim.
Den 5,5 km långa Mannerheimvägen sträcker sig från Skillnaden förbi innerstadens varuhus och buss- och järnvägsstationen samt Riksdagshuset genom stadsdelen Tölö med bland annat Finlandiahuset, Operan, Olympiastadion och Ishallen till stadsdelarna Mejlans, Dal och Brunakärr innan den övergår i Tavastehusleden som går till Tammerfors. Mannerheimvägen är Helsingfors livligt trafikerade pulsåder med spårvagnstrafiken lagd mellan körbanorna. 
Den södra delen av Mannerheimvägen byggdes som en esplanad i början av 1800 och fick namnet Västra och Östra Henriksgatan, senare endast Henriksgatan. Henriksgatan fortsatte som en landsväg norrut från staden. På 1850-talet byggde man om de gamla vägarna till landsvägar med hårdgjorda vägbanor, chausséer, ut från Helsingfors. De namngavs år 1909 då nuvarande Mannerheimvägen fick namnet Västra chausséen, medan Tavastvägen fick namnet Östra chausséen. Henriksgatan och Västra chausséen fick det gemensamma namnet Mannerheimvägen år 1942 på marskalk Mannerheims 75-årsdag. En liten stump av Västra chausséen finns kvar, rätt långt från nuvarande Mannerheimvägen mellan Södra Haga och Sockenbacka, och heter Gamla chaussén (finska: Vanha Viertotie)

## Platser, byggnader och skulpturer från söder mot norr
Mellan Norra Esplanaden och Alexandersgatan ligger Stockmanns varuhus. Varuhuset är planerat av arkitekt Sigurd Frosterus och öppnade 1930. Argos-huset i Esplanadens hörn anslöts till varuhuset 1989. Huset byggdes av bolaget Argos 1897 och är i det närmaste en kopia av Bünsowska huset i Stockholm. För ritningarna svarade den svenske arkitekten John Settergren på firman Grahn, Hedman & Wasastjerna. Settergren hade året dessförinnan flyttat till Finland efter tjänst på Isak Gustaf Clason kontor. Han lånade motiv och stil från sin tidigare arbetsgivare. På Tre Smeders plats utanför varuhusets huvudingång finns en skulptur föreställande tre smeder, av Felix Nylund. Tre Smeders plats anses utgöra Helsingfors absoluta centrum. 
Gamla studenthuset (Mannerheimvägen 3; arkitekt Hampus Dalström; 1870) och Nya studenthuset (Mannerheimvägen 5; arkitekter Armas Lindgren, Wivi Lönn; 1910) ligger i kvarteret mellan Alexandersgatan och Brunnsgatan, som nästan helt ägs av Studentkåren vid Helsingfors universitet. Den öppna triangeln mellan Studenthusen kallas i folkmun Potatistorget, eftersom där fanns ett populärt gatukök som var det första i Finland som sålde pommes frites tillsammans med varmkorven.
Köpcentrum Forum (Mannerheimvägen 20; arkitekter Kari Hyvärinen, Kaarlo Leppänen, Jaakko Suihkonen; 1986) ligger i hörnet av Simonsgatan. Glaspalatset (Mannerheimvägen 22; arkitekter Viljo Revell, Niilo Kokko; 1935) ligger på motsatta sidan Simonsgatan. På norra sidan av Glaspalatset finns Salomonsgatan, som blivit gågata i och med byggandet av köpcentret i Kampen. På Glaspalatsets motsatta sida av Mannerheimvägen ligger varuhuset Sokos. 
Vid korsningen av Arkadiagatan ligger Paasikiviplatsen med president Juho Kusti Paasikivis minnessten. På motsatta sidan ligger Mannerheimplatsen med marskalk Mannerheims ryttarstaty framför museet för nutidskonst Kiasma (arkitekt Steven Holl; 1998). Bredvid Kiasma ligger Posthuset.  
Mellan Arkadiagatan och Norra Järnvägsgatan ligger riksdagens tillbyggnad med en liten park framför byggnaden. Norr om Norra Järnvägsgatan ligger Riksdagshuset med diverse statyer över presidenter. 
I kvarteret som begränsas av Museigatan, Cygnaeusgatan och Mannerheimvägen ligger Finlands nationalmuseum (arkitekter Gesellius-Lindgren-Saarinen; 1910). På motsatta sidan ligger Villa Hagasund där stadsmuseet fungerar. Bredvid villan finns Finlandiahuset (arkitekt Alvar Aalto; 1971). Norr om Finlandiahuset finns statyn över kalevalaberättaren Larin Paraske och framför Finlandiahuset ett minnesmärke tillägnat president Urho Kekkonen, i form av en liten droppformad damm, med belysning. 
Mellan Södra och Norra Hesperiagatan börjar en smal park som går genom hela stadsdelen Tölö. På motsatta sidan ligger det stora parkområdet kring Tölöviken. Vid korsningen av Helsingegatan ligger Finlands nationalopera (arkitektbyrån Hyvämäki-Karhunen-Parkkinen; 1993). 
Norr om Helsingegatan ligger Tölö sporthall, före detta Mässhallen, som byggdes som multifunktionshall år 1935. Inför de olympiska sommarspelen 1952 utvidgades Mässhallen som användes för olympiagrenarna gymnastik, brottning, boxning och tyngdlyftning, samt slutmatchen i korgboll. År 1975 övergick Mässhallen i Helsingfors stads ägo och blev Tölö sporthall. 
Mellan Hummelgatan och Linnankoskigatan ligger Essos servicestation, som öppnades för de Olympiska spelen 1940, vilka inställdes på grund av andra världskriget. Funkisbyggnaden revs år 1977 för att öppna tomten och man byggde en ny bensinstation. 
Mittemot Esso ligger det så kallade Gripenbergkvarteret som består av tio enskilda husbolag som bildar ett stängt kvarter (1925–29). Helheten planerades av arkitekten Sebastian Gripenberg i klassicistisk stil. Innanför de sex våningar höga husen ligger en symmetrisk öppen kvartersgård som är gemensam för husbolagen. Paradfasaden ligger på Idrottsgatans sida och den kröns av en spira på taket av Idrottsgatan 20. 
Vid korsningen av Stenbäcksgatan-Grejusgatan och Stockholmsgatan-Läkaregatan har man lämnat kvar på båda sidorna om Mannerheimvägen de gamla stolparna som hörde till tullbommen i Tölö tull. 
Vid den norra delen av Mannerheimvägen ligger före detta militärcentralsjukhuset Tilkka (arkitekt Olavi Sortta; 1936). Den ståtliga byggnaden i funkisstil slutade fungera som militärsjukhus år 2005. Flera stora kontorshus har byggts i närheten av Tilkka, vilket gjort att den stora byggnaden ter sig mindre numera. 
Mannerheimvägen slutar i och med att den övergår i motorvägen Tavastehusleden. Det stora korsningsområdet där Vichtisvägen, Mannerheimvägen, Skogsbackavägen och Tavastehusleden möts hade länge titeln Finlands farligaste korsning. Nu (2007) håller man på att bygga en planskild korsning så att Vichtisvägen passerar under Mannerheimvägen.

## Galleri

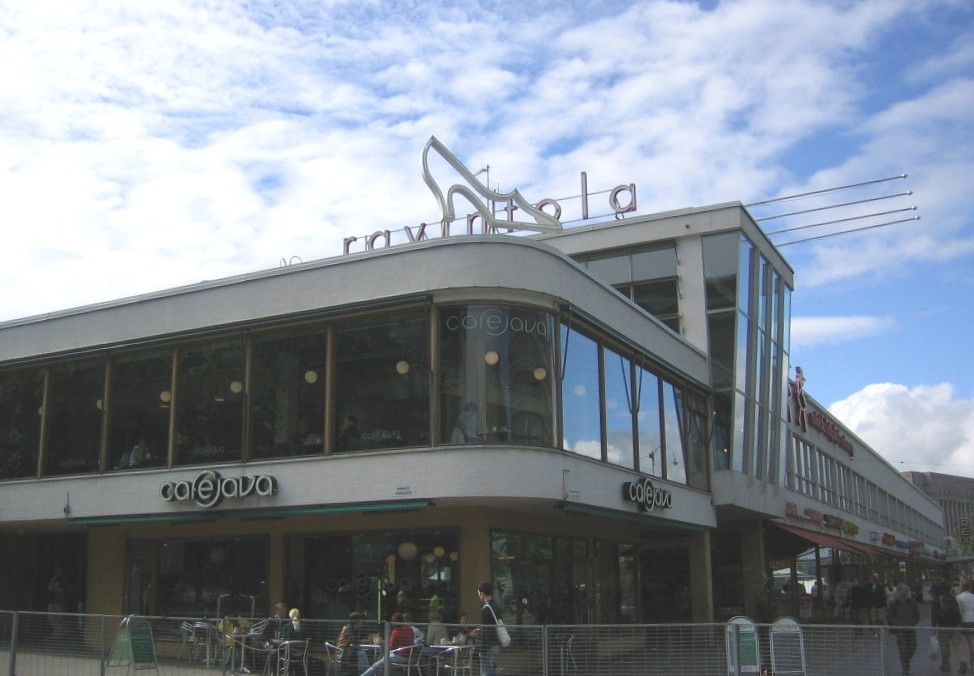
Glaspalatset vid Mannerheimvägen
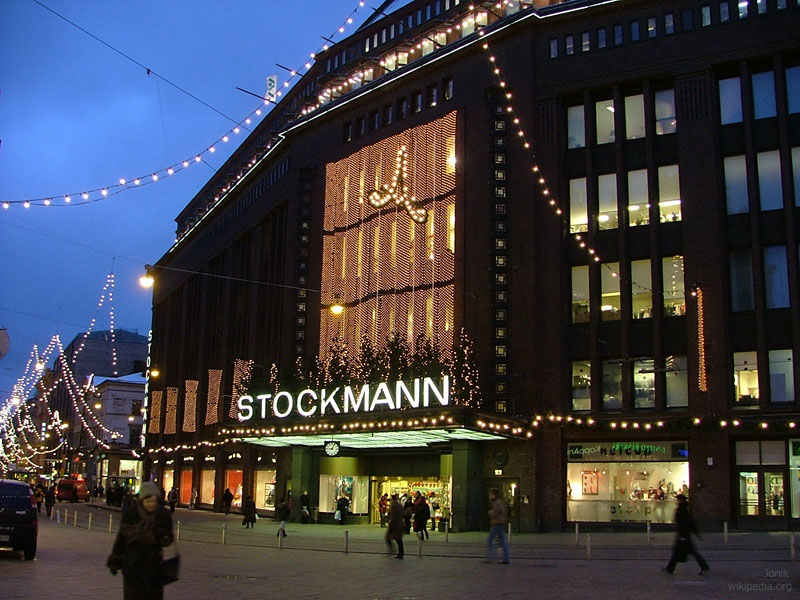
Stockmanns varuhus vid Mannerheimvägen
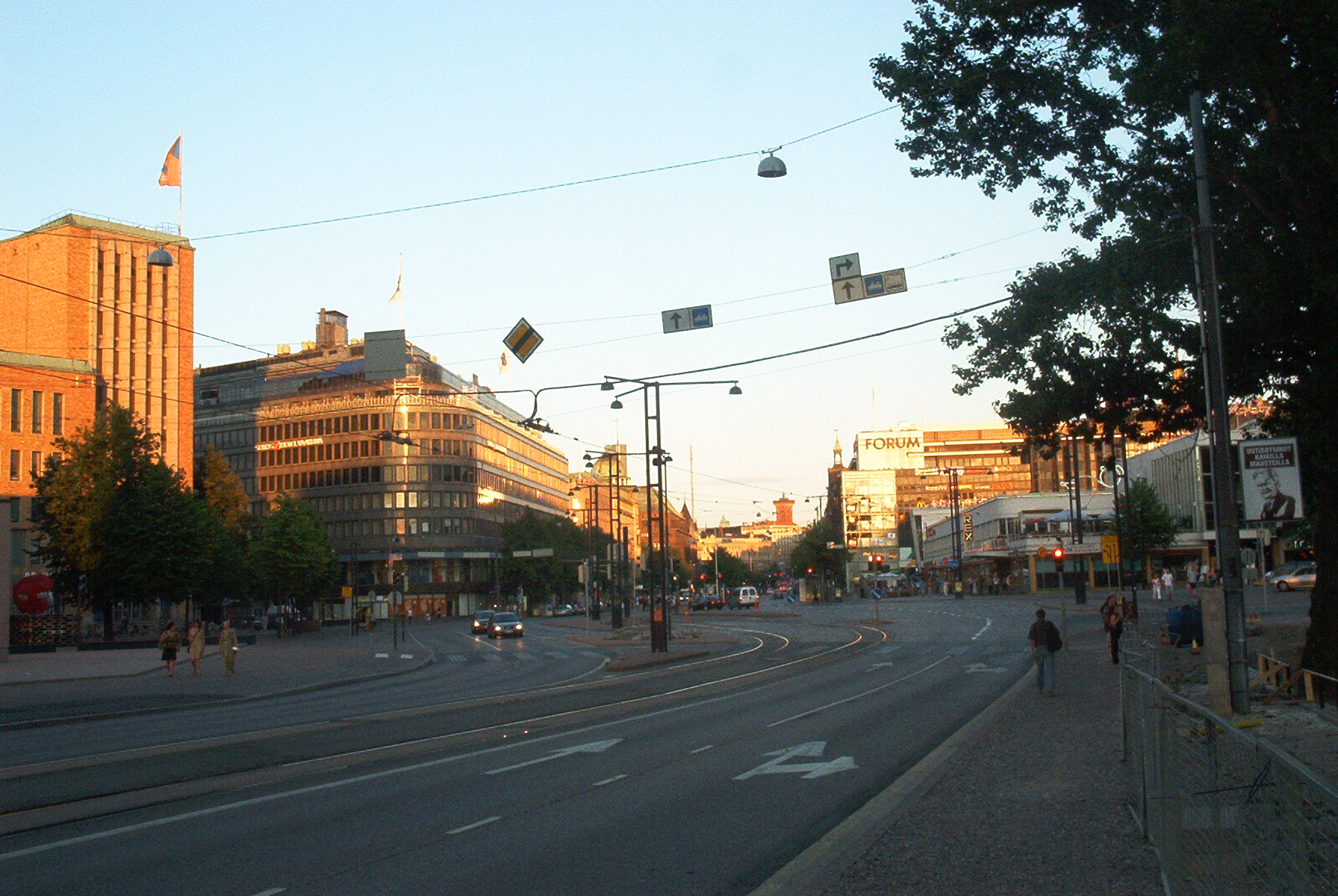
Mannerheimvägen, med Posthuset till vänster
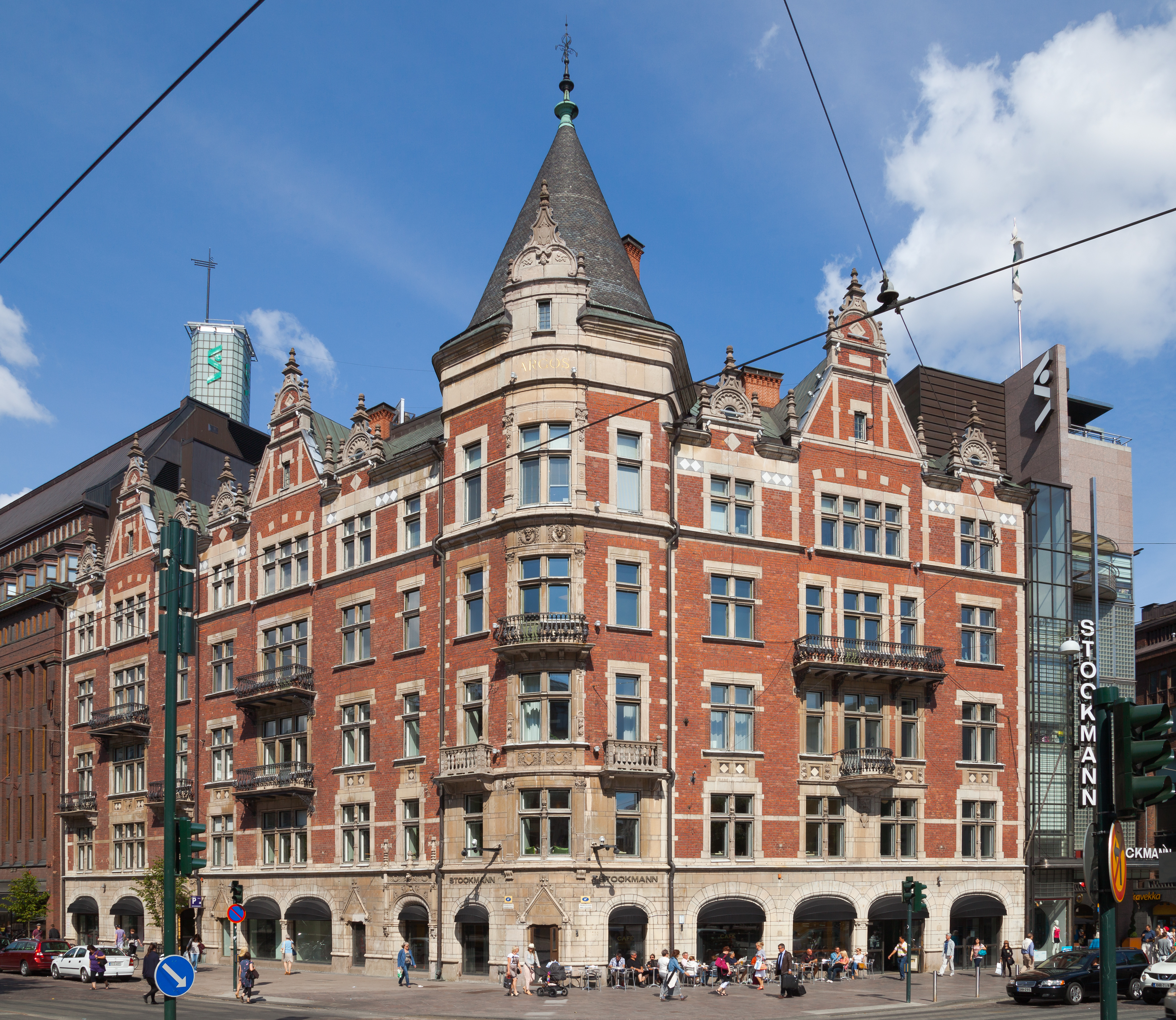
Argoshuset